# Hordyńscy herbu Sas

herb Sas

Hordyńscy – polski ród szlachecki pieczętujący się herbem Sas, którego nazwisko pochodzi od Hordyni w Powiecie Samborskim, w Ziemi Przemyskiej (obecnie na terytorium Ukrainy).
Najbliższymi sąsiadami Hordyńskich herbu Sas z Hordyni w parafii Dublany byli Bilińscy herbu Sas z Biliny, Horodyscy herbu Korczak z Horodyszcza, Kulczyccy herbu Sas z Kulczyc oraz Czajkowscy herbu Sas z Czajkowic.

## Członkowie rodu
- Jerzy Hordyński - poeta i publicysta.